# 아리마 요리야스

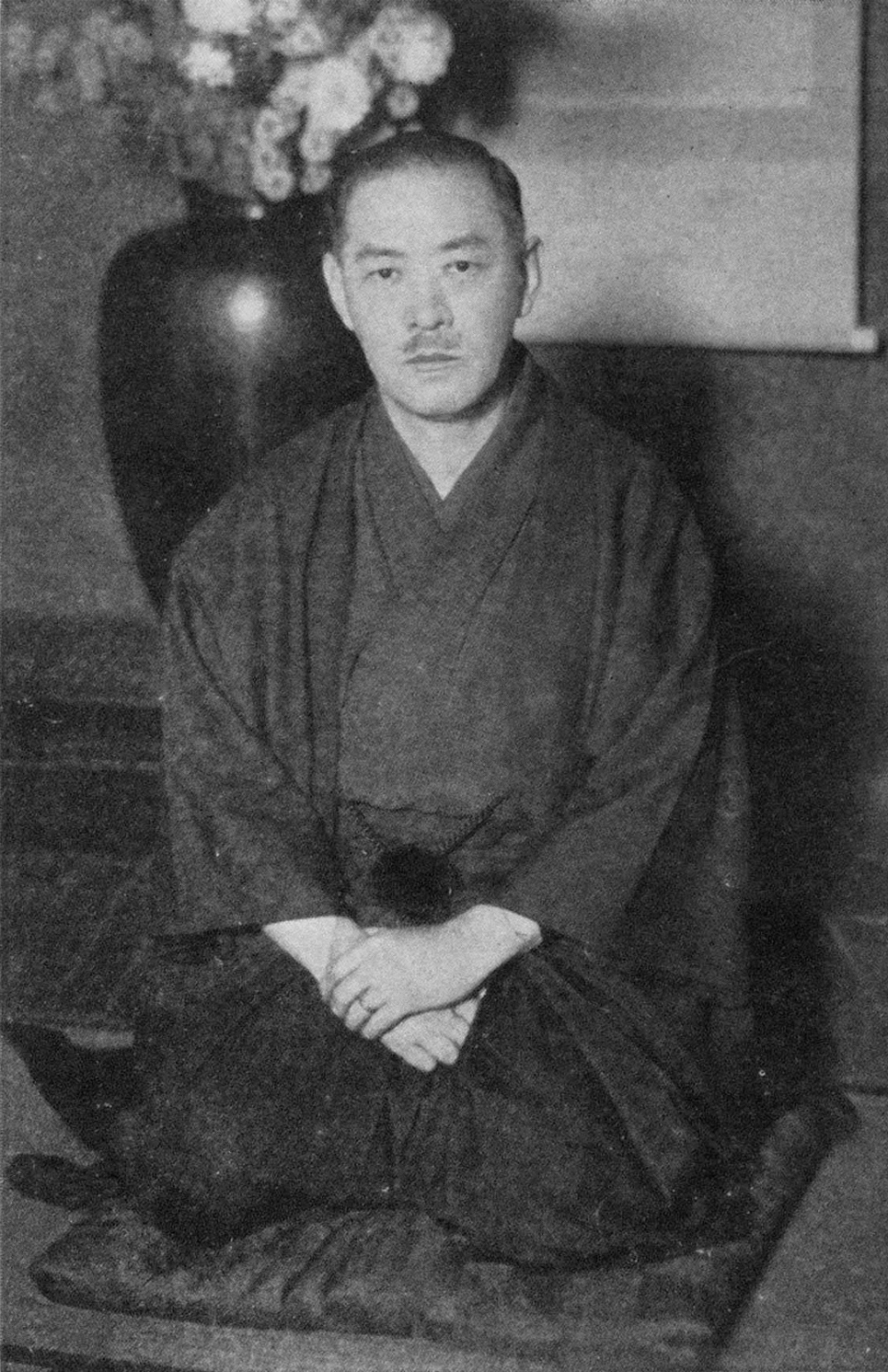
아리마 요리야스

아리마 요리야스(일본어: 有馬頼寧)는 일본의 정치인이다. 농림대신, 일본 프로 야구 구단주, 일본중앙경마회 제2대 이사장을 역임하였다. 옛 지쿠고 구루메번주 가문이었던 아리마가 제15대 당주. 작위는 백작. 선대 백작 아리마 요리쓰무의 장남이자 공작 이와쿠라 도모미의 외손.

## 같이 보기
- 경마
- 부라쿠민

| 전임 아리마 요리쓰무 | 제2대 아리마 백작가(구루메번) 당주 1927년 ~ 1947년 | 후임 화족 제도 폐지 |

| 전임 아리마 요리쓰무 | 제15대 셋쓰 아리마씨 당주 | 후임 아리마 요리치카 |

| 전임 야마자키 다쓰노스케 | 제12대 농림대신 1937년 6월 4일 ~ 1939년 1월 5일 | 후임 사쿠라우치 유키오 |

| 전임 야스다 이사에몬 | 일본 중앙경마회 이사장 1955년 ~ 1957년 | 후임 사카이 다다마사 |